# Staud Lajos
Staud Lajos Alajos (Kistapolcsány, 1855.  február 14. – Budapest, 1941. március 28.) magyar kúriai bíró, jogtudós, az MTA levelező tagja (1929).

## Életpályája
Bars vármegyében született Staud János és Kreszta Katalin gyermekeként. 1878-ban a  budapesti tudományegyetemen szerzett jogi diplomát, majd ügyvédi vizsgát tett. 1879 és 1882 között  Aranyosmaróton folytatott ügyvédi gyakorlatot és lapszerkesztő volt a  Barsmegyei Hírlapnál. Ezt követően Újbánya város tiszti ügyésze volt (1882-1883), vidéken bíró (1883-1905), majd Budapesten közigazgatási bíró (1905-1907), végül 1907 és 1917 között kúriai bíró. 1917 és 1925 között az igazságügy-minisztériumban teljesített szolgálatot. Közreműködött a magánjogi törvénykönyv tervezetének elkészítésében. 1925-ben nyugdíjazták. 1906-tól számos jogi művet publikált.
Felesége nemes Zsigárdy Alojzia (1863–1944) volt.

## Akadémiai karrierje
1929. május 10-én lett az MTA levelező tagja.

## Művei
- A megajándékozottak felelőssége. Jogtudományi Közlöny, 1906;
- Az osztályrabocsátás. Jogtudományi Közlöny 1909;
- Az erkölcsi értékek jelentősége a forgalmi életben. Kereskedelmi Jog 1910;
- A kir. Kúria döntvényjoga. Jogtudományi Közlöny 1911;
- A képviselő-választási bíráskodás megváltoztatása. Jogtudományi Közlöny 1911;
- A magyar magánjog tételes jogszabályainak gyűjteménye (Bp., 1913);
- A vízjogi törvény reformja. Jogtudományi Közlöny 1914;
- A munkaadó felelőssége. Jogállam 1916;
- A jog megújulásáról. Jogtudományi Közlöny 1917;
- A bolsevizmus és a magánjog. In: A bolsevizmus Magyarországon Budapest, 1921;
- Alkalmi írások a bíróról, az ítélkezésről, a jogról és az igazságról Bp., 1927[4] Vác, 1930.[5]

## Emlékezete
Sírja Baracskán a református temetőben található.

## Róla írták
Vladár Gábor l. tag gyászbeszéde Staud Lajos l. tag ravatalánál. Akadémiai Értesítő, 1941 Staud Lajos (MTA Almanach, 1941.) 